# Troll Bends Fir
A Troll Bends Fir (oroszul: Тролль Гнёт Ель, latin betűkkel Troll Gnyet El, rövidítve TBF) orosz folk-metal/folk-rock zenekar. 1999-ben alakultak Szentpéterváron.

## Története
A zenekar neve magyarul nagyjából a következőre fordítható: "A troll meghajlítja a fenyőfát". Angol nyelvre is lefordították nevüket, hazájukban viszont továbbra is az eredeti nevüket használják. Először egy demót adtak ki 2003-ban, első nagylemezüket 2005-ben adták ki. A zenekar stílusát "sör folk" névvel illeti, szövegeik témája ugyanis gyakran a sör. A skandináv mitológia is jelentős szerepet játszik szövegeikben. Zenéjükben a hagyományos metal zene párosul a hegedűvel és az ír síppal, ezáltal egyedi hangzásvilággal rendelkeznek.

## Tagjai
- Konstantin Rumyantsev - ének, gitár
- Maria Leonova - ének, ír síp
- Szergej Nemtinov - gitár
- Svetlana Sulimova - hegedű
- Alekszej Magin - dobok

Korábbi tagok
- Anna Fomina - hegedű
- Borisz Szenkin - basszusgitár
- Alekszej Mester - hegedű
- Alekszej Szemenov - dobok